# Střední Atlas
Střední Atlas (arabsky الأطلس المتوسط‎, [Al-aţlas al-mutawasiţ], francouzsky Moyen Atlas) je pohoří v marockém vnitrozemí jihovýchodně od Fezu, které se táhne z jihozápadu na severovýchod a spojuje Vysoký Atlas s Rífem. Z jihu a východu ho ohraničuje údolí řeky Mulúja.

## Charakteristika
Jižně od Meknesu a Fezu přechází vrchovina nejdříve v tzv. Plochý Atlas a posléze ve vlastní Střední Atlas. Tato zvrásněná část je nejvíce zvednutá na východě, kde přesahuje 3 300 m. Prudký pád 700 až 800 m do údolí Mulúje je hranicí s Východomarockými náhorními stepmi.
Střední Atlas je bohatý na srážky (až 1000 mm) a řeky, které zde pramení, zavlažují značnou část Maroka. Sníh zde zůstává ležet 4 až 5 měsíců, jsou tu i lyžařská střediska (např. Azrou). Při tání sněhu v březnu a dubnu nejsou vzácné bleskové povodně.
Pohoří je tvořeno převážně vápencem s občasnými výlevy čediče. Hranice lesa leží v 2600 až 2800 m n. m. Lesy tvoří dub cesmínovitý (Quercus ilex), různé druhy opadavých dubů a atlaský cedr.

## Zajímavosti
Tato oblast začíná být významná i svými paleontologickými lokalitami. Jsou zde objevované kosterní fosilie i zkamenělé otisky stop živočichů z druhohorního období (například populární dinosauři).